# Monika Bakale
Clara Monika Bakale (sinh ngày 15 tháng 5 năm 1979) là vận động viên bơi lội Olympic 3 lần đến từ Cộng hòa Congo. Bakale đại diện cho Congo tại Thế vận hội 1996, 2000 và 2004.
Cô là em gái của vận động viên bơi lội Rony Bakale. Cô là kỹ sư hàn làm việc cho TOTAL E & P